# 奏鳴曲 (電影)
小奏鳴曲（日語：ソナチネ)是北野武於1993年導演的日本電影。此片為北野武最成功的作品之一，並贏得眾多國際獎項。

《小奏鳴曲》一片延續北野武一貫的電影美學與風格；
小奏鳴曲對奏鳴曲而言，相對簡短、單純，各樂章之間有對比的主題和對比的速度要求，通常由一至三個樂章構成
片名《小奏鳴曲》（Sonatine）源自學習鋼琴時，當學生可以彈小奏鳴曲程度時，他們就可以決定自己想彈奏什麼；這標誌著一個關鍵的抉擇點。
影片由久石讓擔任的電影配樂，也是本片重要的特色和成功因素。

## 故事
版本一
村川是個出名心狠手辣的黑幫頭目，在江湖打滾多年，禁不住有退休的念頭，但大老闆北島卻派他對付新興的阿南組。村川其實不想去，但礙於幫規無奈答應。他們甫抵步便中伏，村川帶去的手下大部份被殲滅。村川與幾名心腹逃到海邊，為打發時間，幾名大男人玩着表面幼稚實則暗藏殺機的遊戲。後來村川發現北島原來藉口阿南組的爭拗來削弱村川的勢力，村川直搗北島與阿南組結盟的現場大開殺戒，村川全身而退；在開車回程途中，卻舉槍朝着自己的腦袋......
版本二
村川作為北島組最得力的干將，受到同組的高橋的嫉妒。在沖繩的盟友中松組與對立的阿南組發生糾紛，村川受派帶着片桐和墾前往解決，中松組的上地和良二接待了他們。沒有想到糾紛升級為更大的衝突，死裏逃生的村川等人只好暫藏匿在海邊一個破舊的小屋裏。一天晚上，村川在海邊救下了一名遭遇強姦的女子阿幸，並殺死了那個男人，二人走到了一起。中松組徹底癱瘓，村川和東京聯繫卻找不到高橋，身邊的人也一個個被阿南組的殺手殺害。不久以後村川在沖繩發現了高橋並將其抓獲，經審問才知一切都是高橋的陰謀，目的是把村川等人擠出北島組，解散中松組，投靠阿南組。殺死高橋又襲擊了講和會場的村川消了心頭之恨，卻不能消除心中對於前途的迷惘，雖然阿幸還在小屋等他，他還是掏出手槍對準了自己的太陽穴......

## 演員表
- 村川：北野武
- 幸：國舞亞矢
- 上地：渡邊哲
- 良二：勝村政信
- 健：寺島進
- 片桐：大杉漣
- 北島組長：逗子とんぼ
- 高橋：矢島健一
- 殺手：南方英二
- 中松組長：小池幸次
- 中松組組員：關根大學
- 北島組組員：木下ほうか
- 茶座服務生：津田寛治
- 金本：水森コウ太

## 工作人員
- 編劇、剪接、導演：北野武
- 執行監製：奥山和由
- 監製：森昌行、鍋島壽夫、吉田多喜男
- 執行導演：天間敏宏
- 導演助手：清水浩
- 攝影指導：柳島克己 (JSC)
- 攝影助手：山本英夫 (JSC)
- 照明：高屋斉
- 照明助手：松隈信一
- 錄音師：堀内戰治
- 美術指導：佐佐木修
- 服裝設計：Alan・M・工藤、五島純一
- 刺青：霞淳二
- 特別化妝：原口智生
- 剪接助手：太田義則 (JSE)
- 標題設計：相澤雅人
- 原創音樂：久石讓
- 企画協力：北野事務所
- 製作協力：Lightvision株式会社、株式会社Lightvision Entertainment
- 製作：Bandai Visual、松竹第一興行

## 外部連結
- 互联网电影数据库（IMDb）上《Sonatine》的资料（英文）